# Noel Seyoum Fransua
Noel Seyoum Fransua (ur. 20 sierpnia 1970 w Waragu) – etiopski duchowny rzymskokatolicki, od 2017 wikariusz apostolski Hosanna.

## Życiorys
Święcenia prezbiteratu przyjął 5 września 1998 i został inkardynowany do wikariatu apostolskiego Meki. Był m.in. rektorem niższego seminarium, sekretarzem i wicesekretarzem generalnym Krajowego Sekretariatu Katolickiego, a także krajowym dyrektorem Papieskich Dzieł Misyjnych.
8 kwietnia 2017 został mianowany wikariuszem apostolskim Hosanny że stolicą tytularną Eminentiana. Sakry biskupiej udzielił mu 2 lipca 2017 abp Berhaneyesus Demerew Souraphiel.